# Гімназія № 6 (Кременчук)
Кременчуцький ліцей № 6 "Правобережний" — ліцей № 6, розташований у Кременчуці. Спеціалізований ліцей іноземної та української філології, історичних та математичних профілів.    Заклад освіти, що забезпечує реалізацію права громадян на здобуття повної загальної середньої освіти

## Розташування
Навчальний заклад розташований у Крюківському районі (Раківка) міста Кременчука, поблизу вагонобудівного та сталеливарного заводів, знаходячись у дворах між дитячим садком і другою міською поліклінікою та крюківським пологовим будинком.

## Матеріально-технічна база
Школа побудована за типовим проєктом 224-1-117.
Заклад нараховує 72 навчальних приміщення, учні гімназії І ступеня працюють у 13 кабінетах, а учні ІІ-ІІІ ступенів навчаються в класних кімнатах та працюють за кабінетною системою.
Із 1998 року при гімназії діє Музей бойової слави ім. генерала І. М. Манагарова.

## Загальна характеристика
Станом на 2017 рік Кременчуцька гімназія № 6 нараховує:
- 30 класів,
- 852 учнів,
- 62 учителів, серед них Соросівських — 1,
- учителів-методистів — 12,
- старших учителів — 4,
- учителів вищої категорії — 25,
- перша категорія — 9,
- друга категорія — 4,
- молоді спеціалісти — 6

## Профілі навчання
- Природничий;
- філологічний;
- суспільно-гуманітарний;
- фізико-математичний.

## Співпраця
КНВК співпрацює з:
- Полтавським національним педагогічним університетом ім. В. Короленка;
- Кременчуцьким національним університетом ім. М. Остроградського;
- Полтавським обласним центром туризму і краєзнавства учнівської молоді;
- НТУ «Азимут».

## Досягнення
За час існування НТУ підготувало: 
- 137 призерів обласного конкурсу-захисту учнівських науково-дослідницьких робіт;
- 12 призерів Всеукраїнського етапу конкурсу-захисту учнівських науково-дослідницьких робіт;
- 1 переможця Всеукраїнського конкурсу з українознавства у м. Києві;
- Призера Всеукраїнської олімпіади з української мови та української літератури 2009 р. — Лукінову Юлію;
- Призера ІІІ Всеукраїнського етапу науково-дослідницьких робіт МАН-2011 — Краснобоку Ілону (ІІІ диплом, соціологія).